# يحيى صبيح
يَحْيَى صُبَيْح صحفي ومراسل ومحرر فلسطيني من مدينة غزة قتله الاحتلال الإسرائيلي وأكثرَ من عشرة فلسطينيين آخرين يوم الأربعاء 9 ذي القعدة 1446 (7 ماي 2025) في ضربة جوية. وقد كان مقتله بعد ساعات من ولادة ابنته.